# Ятченко Юлій Миколайович
Ю́лій Микола́йович Я́тченко (12 липня 1928, Ріпки — 22 березня 2020, Київ) — український художник, народний художник України, заслужений діяч мистецтв УРСР.

## Біографія
Народився 12 липня 1928 року у селі (тепер смт) Ріпки Чернігівської округи. Закінчив школу у Ріпках.
По війні вступив у Київський художній інститут, де навчався у М. Шаронова та С. Григор'єва. Закінчив інститут 1953 року. 1956 року став членом Національної спілки художників. Того ж 1956 року вперше взяв участь у художніх виставках.
З 1963 року працював у рідному виші на кафедрі рисунка. 1979 року отримав звання професора.
Загалом з 1971 по 2008 роки провів більше десяти персональних виставок.

Надгробок Юлія Ятченка, Байкове кладовище

16 квітня 2013 року в Національній академії образотворчого мистецтва і архітектури була відкрита ювілейна ретроспективна виставка під назвою «Через віки», де репрезентувались живописні полотна, графіка й акварелі Ю. М. Ятченка.
Працював в галузі станкового малярства: «На далекій околиці», «Чернець Семен Палій …», «Хлібороби» та ін. Тематика робіт присвячена різним подіям історії та має широку тематичну палітру — це історична доба Київської Русі («Князь Ярослав Мудрий», «Князь Володимир», «Князь Ігор у Києві», «Втеча князя Ігоря з полону», «Княгиня Ярославна»), Друга Світова війна («Він ще не стріляв»), портрети («Дмитро Розенфельд», «Портрет дружини», «Марійка»), пейзажні полотна («На Печерську»), натюрморти («Селянський натюрморт») тощо.
Роботи митця експонуються у музеях Києва, Донецька, Запоріжжя, Чернігова, Харкова, а також зберігаються у приватних збірках.
Помер на 92-му році життя 22 березня 2020 року. Був кремований, прах похований у колумбарії Байкового кладовища поряд із прахом дружини (50°24′53.11″ пн. ш. 30°30′13.72″ сх. д. / 50.4147528° пн. ш. 30.5038111° сх. д.).